# Agrotis kurodakeana
Agrotis kurodakeana là một loài bướm đêm trong họ Noctuidae.